# Antonina Jefremowa
Antonina Oleksandriwna Jefremowa (ukrainisch Антоніна Олександрівна Єфремова, engl. Transkription Antonina Yefremova; * 19. Juli 1981 in Tschassiw Jar) ist eine ukrainische Sprinterin, die sich auf den 400-Meter-Lauf spezialisiert hat.

## Leben
Die U23-Europameisterin von 2001 wurde Sechste bei den Europameisterschaften 2002 in München und erreichte das Halbfinale bei den Leichtathletik-Weltmeisterschaften 2003 in Paris/Saint-Denis und bei den Olympischen Spielen 2004 in Athen. Bei den Weltmeisterschaften 2005 in Helsinki schied sie im Vorlauf aus.
2008 wurde sie Vierte bei den Hallenweltmeisterschaften in Valencia, kam aber bei den Olympischen Spielen in Peking nicht über die Vorrunde hinaus. 2010 wurde Sechste bei den Europameisterschaften in Barcelona.
In der 4-mal-400-Meter-Staffel gewann sie mit der ukrainischen Mannschaft Bronze bei der Universiade 2005 und Gold bei der Universiade 2007.
Kurz vor den Olympischen Spielen 2012 wurde sie wegen Dopings mit synthetischem Testosteron bei den Leichtathletik-Weltmeisterschaften 2011 für zwei Jahre gesperrt. Jefremowa war bei einem Nachtest überführt worden und hatte auf die Öffnung der B-Probe verzichtet.

## Persönliche Bestzeiten
- 200 m: 24,27 s, 8. Mai 2010, Donezk
  - Halle: 24,35 s, 12. Februar 2005, Sumy
- 400 m: 50,70 s, 22. Juni 2002, Annecy
  - Halle: 51,53 s, 9. März 2008, Valencia